# 街はひたすら
「街はひたすら」（まちはひたすら）は、ふきのとうが発売した、4枚目のシングル。

## 収録曲

### Side A
1. 街はひたすら（3分10秒）
  - 作詞・作曲:山木康世／編曲:瀬尾一三

### Side B
1. 眠る君のそばで（3分30秒）
  - 作詞・作曲:細坪基佳／編曲:瀬尾一三